# Pseudodera malaysiana
Pseudodera malaysiana es una especie de insecto coleóptero de la familia Chrysomelidae. Fue descrita científicamente en 2000 por Mohamedsaid.